# Oncidium parviflorum
Oncidium parviflorum är en orkidéart som beskrevs av Louis Otho Otto Williams. Oncidium parviflorum ingår i släktet Oncidium och familjen orkidéer. Inga underarter finns listade i Catalogue of Life.